# ФК ЦДСА в сезоне 1952
Сезон 1952 стал для ЦДСА первым не полноценным сезоном.
После первых трёх туров чемпионата, в которых армейцы одерживали победы, в день игры с киевским «Динамо» за командой не пришёл автобус, а начальника команды Василия Зайцева вызвали в Спорткомитет СССР, где зачитали приказ № 793 от 18 августа 1952 года о расформировании команды. Сыгранные в чемпионате 1952 года результаты армейцев были аннулированы, а футболистов распределили по другим командам. Так закончила своё существование «команда лейтенантов».

## Первенство страны
| 5 августа 1952 аннулирован | Динамо (Москва) | 0:1 | ЦДСА       | Москва |
| |                 |     | 3′ Бузунов | Стадион: Динамо Зрителей: 60 000 Судья: В.Архипов Помощники судьи: Н.Канунников, В.Барашков (все - Москва) |
| Динамо (Москва): Саная, Зябликов, Л.Соловьев, Савдунин, Блинков , Соколов, Трофимов, Тенягин, Байков, В.Ильин ( 59' Сальников), С.Соловьев · ЦДСА: Никаноров, Крушенок, Башашкин , Нырков, Водягин, Родин, Гринин , Николаев, Коверзнев, Бузунов, Дёмин |                 |     |            | |

| 9 августа 1952 аннулирован | ЦДСА                                       | 0:1   | Динамо (Тбилиси)  | Москва |
| | Маргания 27' · Дзяпшипа 60' · Николаев 69′ | отчёт | 23′, 66′ Чкуасели | Стадион: Динамо Зрителей: 35 000 Судья: П.Белов (Ленинград) Помощники судьи: С.Свирин, С.Алимов (оба - Москва) |
| ЦДСА: Чанов, Родионов, Башашкин, Нырков, Водягин, Родин, Гринин , Николаев, Коверзнев, Бузунов, Дёмин Динамо (Тбилиси): Маргания, Элошвили, Дзяпшипа, Сарджвеладзе, Панюков, Н.Гагнидзе, Джоджуа, К.Гагнидзе, Вардимиади, Гогоберидзе, Чкуасели |                                            |       |                   | |

| 13 августа 1952 аннулирован | ЦДСА                                         | 4:2 | Крылья Советов (Куйбышев) | Москва |
| | Гринин 33′ · Родин 43′ · Бузунов · Дёмин 85′ |     | 20′ Новиков · Ворошилов   | Стадион: Динамо Зрителей: 20 000 Судья: Э.Клавс (Рига) Помощники судьи: Спирин, Орликовский (оба - Москва) |
| ЦДСА: Никаноров, Крушенок, Башашкин, Нырков, Водягин, Михаил П.Родин, Гринин , Николаев, Соловьев, Бузунов, Дёмин Крылья Советов (Куйбышев): Корнилов, Михаил Н.Родин, Гаврилов, Ширяев, Карпов, Поздняков (В.Соколов), Зайцев, Ворошилов , Гулевский, Вас.Васильев, Новиков |                                              |     |                           | |

## Приз Всесоюзного комитета
предварительный этап
| 18 апреля 1952 1 тур | ЦДСА                              | 3:0 | Локомотив (Москва) |  |
|                      | Зайцевский 9′ · Коверзнев · Родин |     |                    |  |

| 23 апреля 1952 2 тур | Динамо (Ленинград) | 2:0 | ЦДСА |  |
|                      | Родин · Колобов    |     |      |  |

| 27 апреля 1952 3 тур | ЦДСА              | 2:0 | Динамо (Киев) |  |
|                      | Коверзнев · Родин |     |               |  |

финальный этап
| 8 мая 1952 1 тур | ЦДСА            | 2:1 | Динамо (Москва) | Москва                           |
|                  | Водягин · Демин |     | Тенягин         | Стадион: Динамо Зрителей: 40 000 |

| 20 мая 1952 2 тур | ЦДСА | 0:0 | Зенит (Ленинград) | Москва                                 |
| |      |     |                   | Стадион: Сталинец Судья: Саар (Таллин) |
| ЦДСА: Чанов, Климачёв, Родионов, Крушенок, Сенюков, Родин, Гринин, Водягин, В.Соловьёв, Зайцевский, Дёмин Зенит (Ленинград): Тылло, Фалин, Северов, Ю.Пономарёв, Войнов, Н.П.Смирнов, Кравец, Комаров, В.Виноградов, Ал-др Иванов |      |     |                   |                                        |

| 29 мая 1952 3 тур | ЦДСА   | 1:2 | Крылья Советов (Куйбышев) | Москва            |
|                   | Гринин |     | —2 Гулевский              | Стадион: Сталинец |

| 3 июня 1952 4 тур | ЦДСА            | 2:1 | Динамо (Минск) | Москва            |
|                   | Водягин · Демин |     | Радзишевский   | Стадион: Сталинец |

| 10 июня 1952 5 тур | ЦДСА  | 1:0 | Динамо (Ленинград) | Москва            |
|                    | Родин |     |                    | Стадион: Сталинец |

| 17 июня 1952 6 тур | ЦДСА      | 1:1 | ВВС (Москва) | Москва            |
|                    | Коверзнев |     | Анисимов     | Стадион: Сталинец |

| 25 июня 1952 7 тур | ЦДСА                                 | 4:2 | Спартак (Москва)    | Москва                                 |
|                    | Гринин · Коверзнев · Родин · Бузунов |     | Парамонов · Симонян | Стадион: Динамо Судья: Щербов (Москва) |

## Товарищеские матчи
| 2 мая 1952 Турнир на приз Приз Всесоюзного комитета (вне конкурса) | сборная Москвы               | 2:0 | ЦДСА | Москва                                                   |
| | Николаев 39′ · Сальников 50′ |     |      | Стадион: Динамо Зрителей: 60 000 Судья: Латышев (Москва) |
| сборная Москвы: Л.Иванов 70' , Крижевский, Башашкин , Нырков, Нетто, А.Петров, Трофимов, Николаев, Бесков, Гогоберидзе, Сальников · Тренер — Борис Аркадьев · ЦДСА: Бобков, Климачёв, Родионов, Крушенок, Сенюков, Родин, Коверзнев, Чайчук, Зайцевский, Мухортов, Дёмин · Тренер — Константин Лясковский |                              |     |      |                                                          |

В сезоне 1952 года сборная страны, под флагом ЦДСА, готовилась к Олимпийским играм—1952 в Хельсинки, вызвано это было тем, что сборная не собиралась с 1935 года, а олимпийской сборной СССР по футболу не существовало.
| Все матчи в 1952 году |                                  |     |
| 11.06.1952            | ЦДСА (СССР)—сборная клубов Софии | 2:2 |
| 18.06.1952            | ЦДСА (СССР)—сборная клубов Софии | 2:2 |
| 24.06.1952            | ЦДСА (СССР)— Румыния             | 3:1 |
| 29.06.1952            | Финляндия—ЦДСА (СССР)            | 0:2 |
| 07.07.1952            | ЦДСА (СССР)— Чехословакия        | 2:1 |